# Jahna-Löthain
Jahna-Löthain war eine Gemeinde, die von 1974 bis 1994 existierte. Sie ging zum 1. Januar 1994 in der sächsischen Großgemeinde Käbschütztal auf.

## Geographie und Geschichte
Jahna-Löthain befand sich westlich der Stadt Meißen auf der linken Elbseite. Vor ihrer Auflösung 1994 bestand die Gemeinde aus den 20 Ortsteilen Canitz, Gasern, Großkagen, Jesseritz, Kaisitz, Kleinkagen, Löbschütz, Löthain, Mehren, Mohlis, Niederjahna, Nimtitz, Oberjahna, Pauschütz, Priesa, Pröda, Schletta, Sieglitz, Stroischen und Tronitz. Die Gesamtfläche der Gemeinde betrug ca. 2.824 Hektar.
Am 1. März 1974 schlossen sich die bis dahin selbstständigen Orte Jahna-Kagen und Löthain zu Jahna-Löthain zusammen. Jahna-Kagen war erst am 1. Januar 1969 aus Jahna und Kagen gebildet worden. Die Gemeinde war zum Kreis Meißen (Bezirk Dresden) in der DDR gehörig. Sie blieb auch nach Wende und Wiedervereinigung in diesem Landkreis. Im Jahr 1990 lebten 1520 Menschen in Jahna-Löthain.
Zum 1. Januar 1994 schlossen sich die drei Gemeinden Jahna-Löthain, Krögis und Planitz-Deila zur Großgemeinde Käbschütztal mit 37 Ortsteilen zusammen. Die Ortsteile der Ursprungsgemeinden wurden Ortsteile von Käbschütztal, Jahna-Löthain ist seitdem als Verwaltungsname nicht mehr in Gebrauch. Die neue Gemeinde wurde Teil des in der Kreisreform 1994 gebildeten Landkreises Meißen-Radebeul (ab 1996 nur Landkreis Meißen).

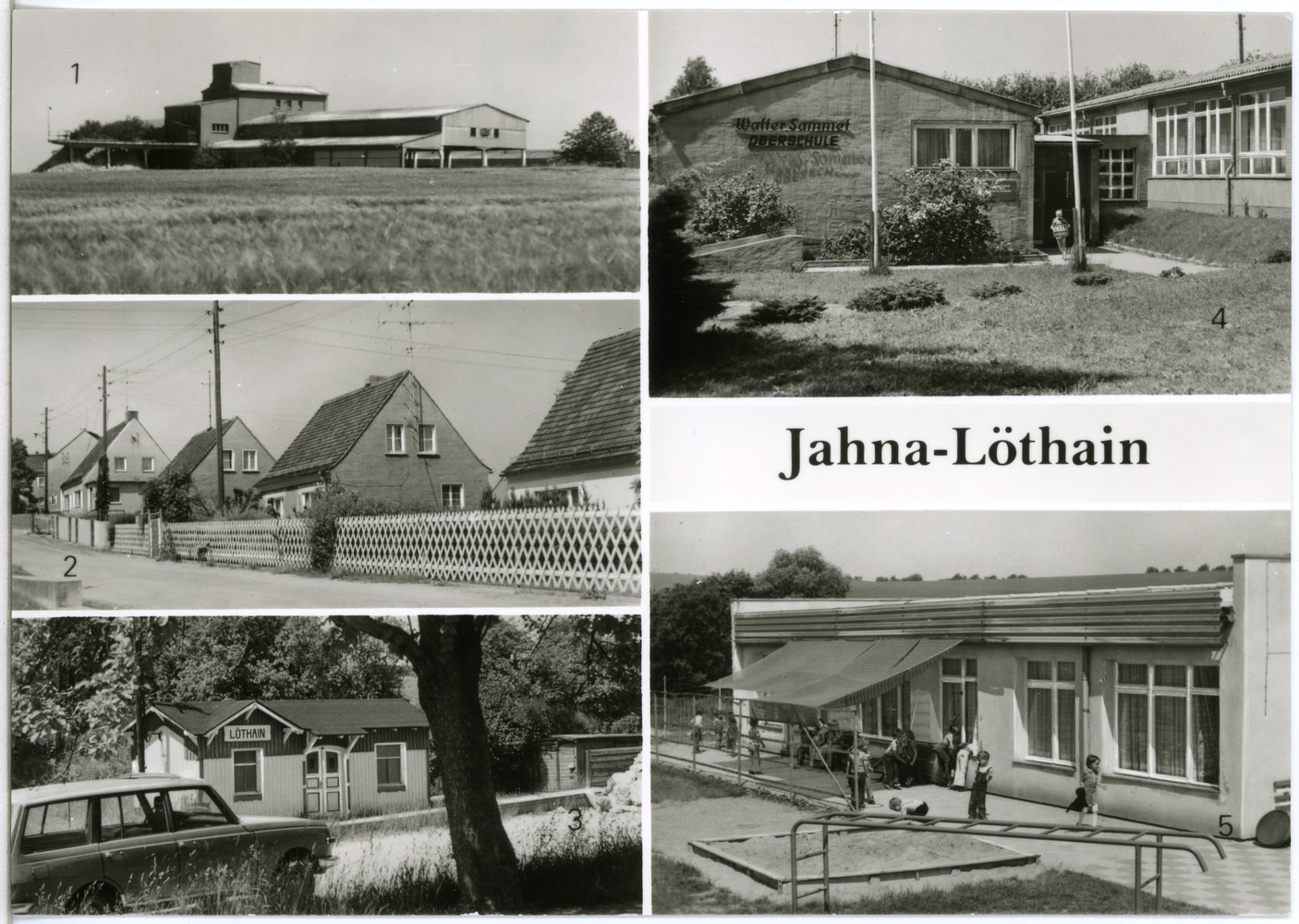
Ansichtskarte
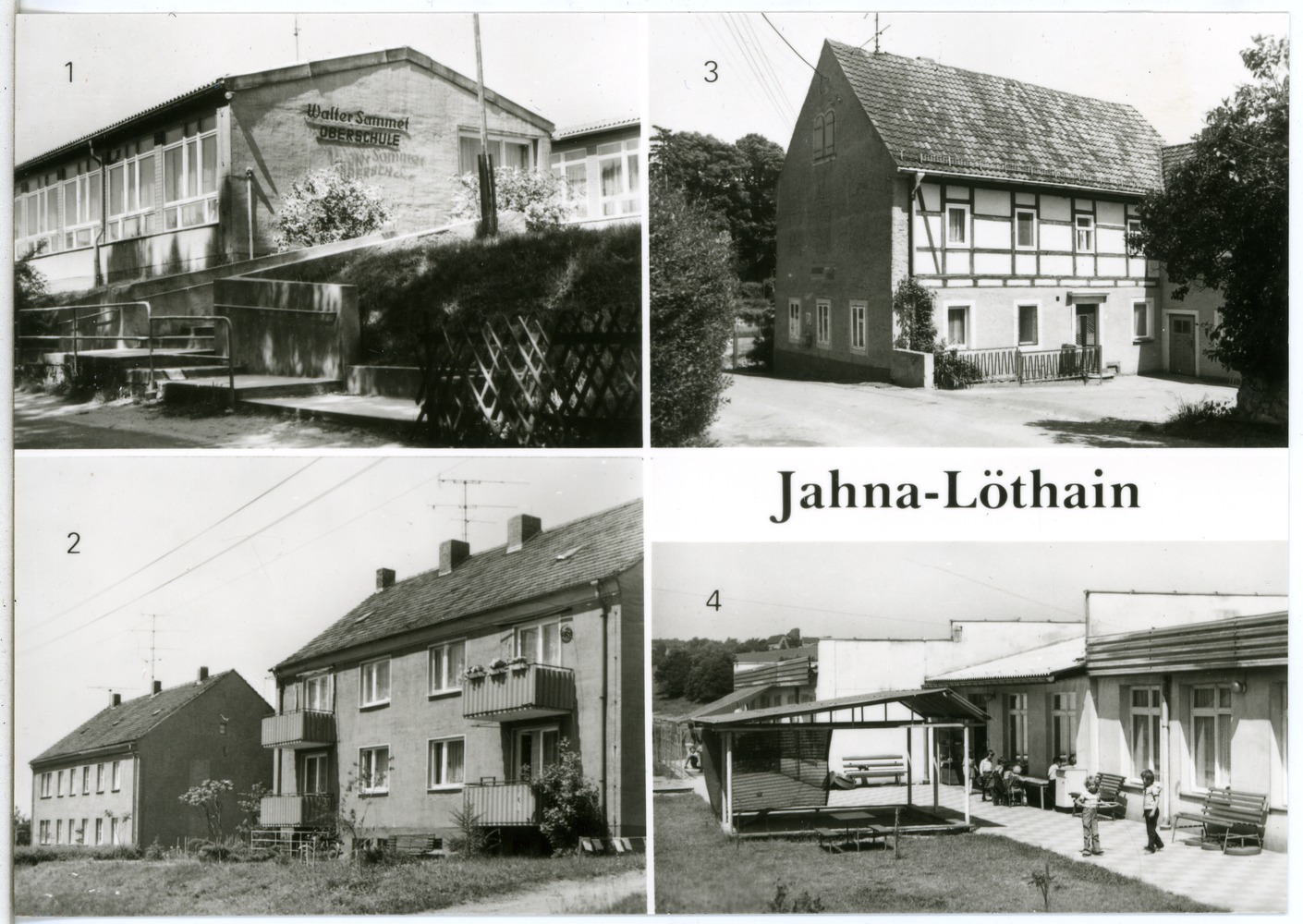
Ansichtskarte
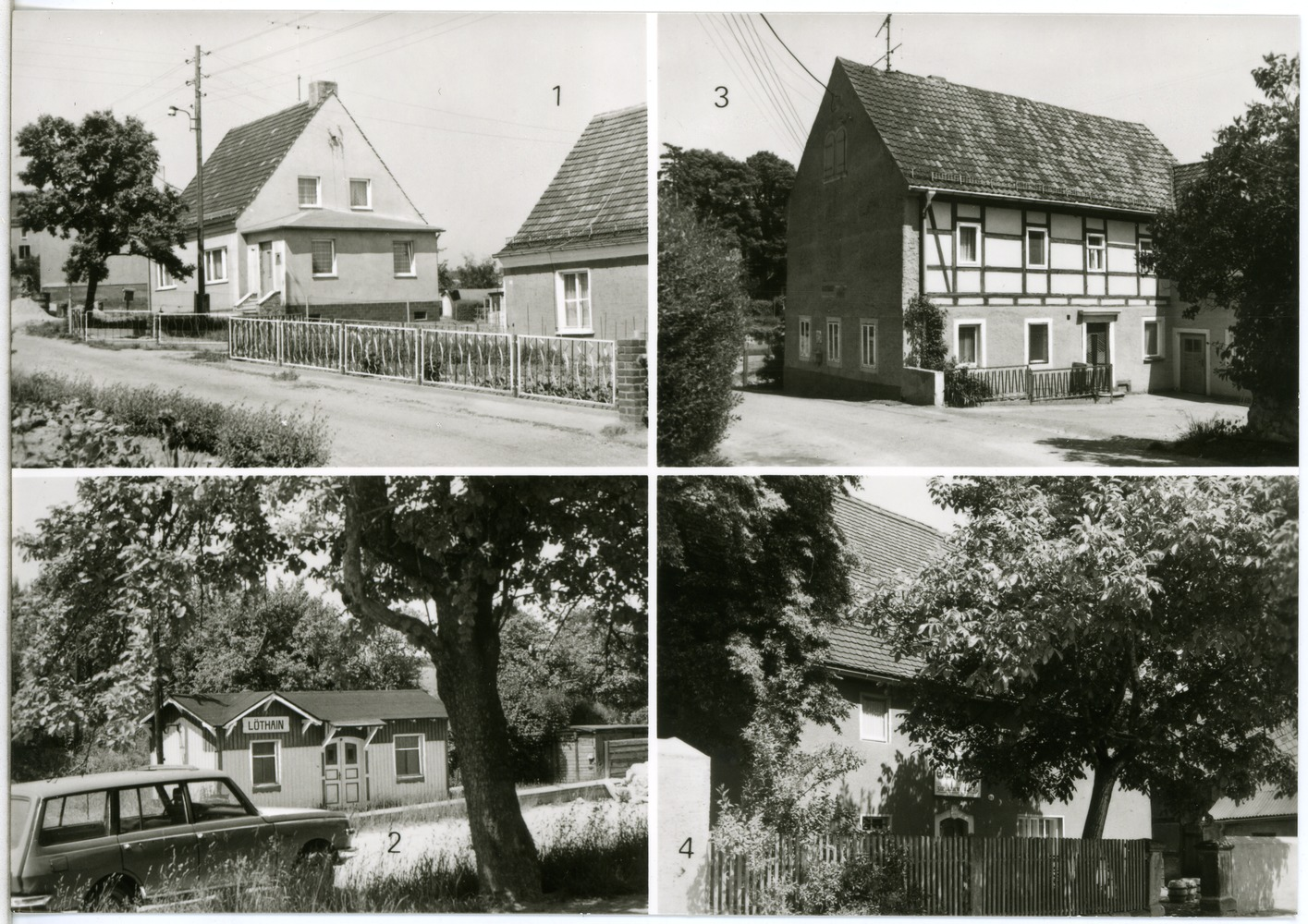
Ansichtskarte